# Задощенский сельсовет
Задощенский сельсовет — упразднённая административно-территориальная единица в составе Пуховичского района Минской области. Административный центр — деревня Задощенье.

## История

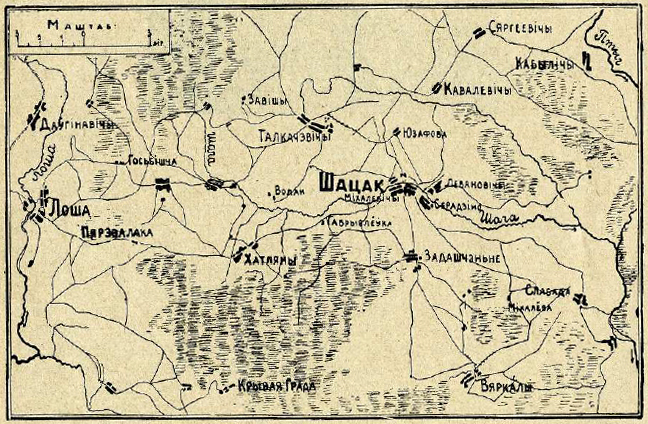
Карта окрестностей Шацка 1927 года.

28 августа 1924 года создан в составе Шацкого района Минской округи.
С 28.08.1924 г. к 16.07.1954 г. деревня Задощенье — центр сельсовета.
4 августа 1927 года район упразднен, сельсовет присоединен к Гресскому району. 8 июля 1931 года район упразднен, сельсовет присоединен к Пуховичскому району.
12 февраля 1935 года сельсовет присоединен к восстановленному Гресскому району. 5 апреля 1935 года сельсовет присоединен к Пуховичскому району.
Во время Второй мировой войны с июня 1941 года до июля 1944 года оккупирован немецкими войсками.

## Населенные пункты
- 1 января 1947 года — 11